# Out Hud
Out Hud est un groupe de rock électronique américain formé en 1996 à Sacramento dans la région de la baie de San Francisco en Californie, puis basé plus tard à New York. Le groupe est l'auteur de deux albums. Il a cessé d'exister en 2006.

## Biographie
Le groupe était composé de Nic Offer, Tyler Pope (basse), Molly Schnick (violoncelle), Phyllis Forbes (batterie) et Justin VanDerVolgen. Pope, Offer et VanDerVolgen sont également les membres du groupe !!!, Pope jouant aussi avec LCD Soundsystem,.
Peu après la sortie de leur deuxième album, Pope a annoncé ne pas vouloir partir en tournée avec le reste du groupe, afin de se concentrer sur LCD Soundsystem. Il a été annoncé en septembre 2005 que leur concert à New York pourrait être leur dernier. Le 12 juillet 2006, Molly Schnick met fin aux rumeurs et annonce que le groupe se dissout.

## Discographie

### Albums
- S.T.R.E.E.T. D.A.D. (Kranky, 2002, CD/LP)
- Let Us Never Speak Of It Again (Kranky, 2005, CD/LP)

### EP et singles
- Guilty Party (Red Alert Works, 1997 7")
- Natural Selection (Gold Standard Labs, 1997, 7")
- GSL26/LAB SERIES VOL. 2 EP split with !!! (Gold Standard Labs, 1999, 12")
- The First Single of the New Millennium (5RC, 2000, 7")
- One Life to Leave (Kranky, 2005, 12"/CD)
- It's For You (Kranky, 2005, 12"/CD)